# Altenbögge-Bönen
Altenbögge-Bönen ist ein Ortsteil der westfälischen Gemeinde Bönen, Kreis Unna. 

## Geographie

### Lage
Altenbögge-Bönen besteht aus den Orten Altenbögge im Westen und Alt-Bönen im Zentrum der Gemeinde Bönen.

### Gliederung
Zu Altenbögge gehört auch die Siedlung Lütgenbögge.

### Nachbargemeinden
Altenbögge-Bönen grenzte im Jahr 1967 im Uhrzeigersinn im Norden beginnend an die Gemeinden Nordbögge, Pelkum, Westerbönen, Flierich, Bramey-Lenningsen, Heeren-Werve, Derne und Rottum. Alle diese Gemeinden gehörten zum Kreis Unna.

## Geschichte
Die Gemeinden Altenbögge und Bönen gehörten bei der Errichtung der Ämter in der preußischen Provinz Westfalen zum Amt Pelkum im Kreis Hamm. Anlässlich der Auskreisung der Stadt Hamm am 1. April 1901 wurde aus dem Kreis der Landkreis Hamm. Nach einer Gebietserweiterung im Jahr 1929 wurde dieser im Oktober 1930 in Kreis Unna umbenannt.
Am 1. April 1951 erfolgte als Konsequenz aus der zunehmenden Verzahnung der Siedlungsgebiete der kommunale Zusammenschluss von Bönen und Altenbögge zur Gemeinde Altenbögge-Bönen.
Im Rahmen der kommunalen Neuordnung wurden die Gemeinden Altenbögge-Bönen, Nordbögge, Westerbönen und Osterbönen (alle bislang dem Amt Pelkum zugehörig) sowie Bramey-Lenningsen und Flierich (beide im Amt Rhynern) am 1. Januar 1968 zur neuen Gemeinde Bönen zusammengeschlossen.

## Einwohnerentwicklung
| Jahr | Einwohner |
| ---- | --------- |
| 1956 | 14.080    |
| 1961 | 15.237    |
| 1967 | 14.526    |
| 1987 | 14.644    |
| 2013 | 15.525    |

| Jahr | Einwohner |
| ---- | --------- |
| 2013 | 15.525    |
| 2019 | 15.198    |
| 2022 | 15.463    |

## Verkehr
Die Landesstraße L 665 verbindet Altenbögge im Norden mit Nordbögge und Pelkum sowie im Süden mit Heeren-Werve, Königsborn und Unna. Die Landesstraße 667 führt von Altenbögge aus in östlicher Richtung über Alt-Bönen nach Freiske, Rhynern, Süddinker, Dorfwelver und Norddinker nach Uentrop.
Die Kreisstraße K 42 beginnt im Osten Alt-Bönens und führt in westlicher Richtung über die Anschlussstelle 17 der A 2, Nordbögge und Rottum nach Kamen.